# Emil Usteri
Emil Usteri SJ (* 25. Juli 1839 in Kilchberg; † 16. Dezember 1914 in Bombay) war ein Schweizer Jesuit und Hochschullehrer in Indien.

## Leben
Emil Usteri war der Sohn von Hans Kaspar Usteri (1797–1863), reformierter Pfarrer in Kilchberg und Privatdozent an der Theologischen Fakultät der Universität Zürich, und dessen Ehefrau Emilie, geb. Oeri.
Von 1858 bis 1862 studierte er an der Universität Zürich, der Universität Halle und der Universität Berlin evangelische Theologie. 1863 wurde er, als Nachfolger für seinen Vater, Pfarrverweser an der Reformierten Kirche Kilchberg.
1864 konvertierte er zum römisch-katholischen Glauben und trat 1865 in den Jesuitenorden ein. Sein zweijähriges Noviziat absolvierte er in Gorheim bei Sigmaringen.
Von 1867 bis 1872 studierte er Philosophie und katholische Theologie in der Abtei Maria Laach, wo ein Jesuitenkolleg (in der Zeit der Aufhebung der Benediktinerabtei) bestand, und wurde in dieser Zeit 1871 zum Priester geweiht.
Ab 1873 war er in der deutschen Jesuitenmission des Erzbistums Bombay und des Bistums Poona tätig und unterrichtete als Latein- und Katechismuslehrer an der 1867 gegründeten Saint Vincent’s High School in Poona. Sein Tertiat verbrachte er im Bombayer Stadtteil Byculla, dort legte er 1876 auch sein Ordensgelübde ab.
1879 kam er an die Saint Patrick’s High School in Karatschi, bis er 1882 Professor für Latein und römisches Recht am ordenseigenen Saint Xavier’s College in Bombay wurde.